# 野島正城
野島 正城（のじま まさなり、1909年2月21日- 1997年12月2日）は、日本のドイツ文学者。
大分県生まれ。1935年東京帝国大学文学部独文科卒、東京大学教養学部教授、1969年定年となり明治大学教授を務めた。ドイツ文学、特にシラー、トーマス・マンを訳した。

## 翻訳
- エルンスト・ウィーヘルト『森と人々』ドイツ民族作家全集 実業之日本社 1942
- シラー『哲学的書簡』富士出版 1947
- ベラーマン『シラー伝』富士出版 1947-1948
- シラー『素朴文学と情感文学について』日本評論社（世界古典文庫）1949
- シラー『菩提樹の下の散歩』富士出版 1949
- レッシング『エミリア・ガロッティ』日本評論社 1949（世界古典文庫）
- シラー『フィエスコの叛乱』岩波文庫 1953
- ハラルド・ブラウン『永遠の憧れ』新潮社 1954
- トーマス・マン『小男フリーデマン氏 マリオと魔術師 大公殿下』世界文学全集 河出書房 1954
- シラー『たくらみと恋 ドン・カルロス ヴイルヘルム・テル』世界文学全集 河出書房 1956
  - 『シラー名作集』白水社 1972、復刊2022ほか
- シラー『オルレアンの処女』世界文学大系 第18 筑摩書房 1959
- トーマス・マン『トニオ・クレーガー　ヴェニスに死す』世界文学全集 第28 講談社 1968、講談社文庫 1971

## 論文
- <野島正城